# Schlacht am Curlew Pass
Clontibret – Carrickfergus – Yellow Ford – Curlew Pass – Cahir Castle – Moyry Pass – Kinsale – Dunboy
Die Schlacht am Curlew Pass fand am 15. August 1599 während des Neunjährigen Kriegs zwischen englischen Truppen unter Sir Conyers Clifford und einer irischen Rebellenarmee unter Hugh Roe O’Donnell nahe der Stadt Boyle im irischen County Roscommon statt. Die englischen Truppen gerieten in einen Hinterhalt, als sie durch einen Pass in den Curlew Mountains (irisch An Corrshliabh) marschierten und mussten starke Verluste hinnehmen. Auch Clifford kam hierbei ums Leben.

## Vorgeschichte
Im April 1599 erreichte Robert Devereux, 2. Earl of Essex, mit einer 17.000 Mann starken Armee Irland, um die Rebellion von Hugh O’Neill, 2. Earl of Tyrone, und Hugh Roe O’Donnell niederzuschlagen, die von Ulster aus die ganze Insel erfasst hatte. Daher unterstützte Essex einen irischen Feind der O’Donnells, Sir Donogh O’Connor aus Sligo, und ermutigte ihn, seine von O’Donnell besetzten Gebiete in Sligo zurückzuerobern.
Sligo war eine hervorragende Ausgangsbasis für einen Schlag gegen Ulster, da im Ort Ballyshannon (ca. 35 km nordöstlich von Sligo) eine wichtige Furt in die Grafschaft Donegal führte; das Gebiet der O’Donnells. Englische Militärstrategen in Dublin und London hatten bereits seit einiger Zeit die Eroberung dieses strategisch wichtigen Punktes gefordert.
O’Connors Schwager, Tibbot na Long Burke (Sohn von Grace O’Malley), war Co-Kommandant einer englischen Seestreitkraft, die von Galway aus nach Sligo aufbrach, wo sie O’Connor erwartete. Doch O’Donnell kam dem zuvor, indem er O’Connor im Collooney Castle mit über 2.000 Mann belagerte. Devereux hatte keine Wahl: Er musste dem belagerten O’Connor helfen, da O’Connor eines der wenigen gälischen Oberhäupter war, auf das sich die englische Krone verlassen konnte. Er beorderte daraufhin Sir Conyers Clifford – stationiert in Athlone – zusammen mit 1.500 Soldaten und 200 Reitern nach Sligo, um O’Connor zu helfen.
O’Donnell hingegen ließ 300 Mann am Collooney Castle unter der Anführerschaft seines Cousins Niall Garve O’Donnell zurück und entsandte 600 Mann in die Stadt Sligo, um die englische Anlandung der Schiffe von Tibbot na Long Burke zu verhindern. O’Donnell selbst begab sich mit knapp 1.500 Mann nach Dunavaragh, wo er die ansässigen Chieftains Conor MacDermott und Brian Oge O’Rourke (Sohn von Brian O’Rourke) mit deren Männern traf. Die irischen Rebellen bereiteten daraufhin sorgsam einen Hinterhalt in den Curlew Mountains vor, durch die die englischen Truppen von Athlone aus marschieren mussten. O’Donnell ließ Bäume fällen und damit den Weg blockieren, um die englischen Truppen aufzuhalten. Als er die Nachricht erhielt, dass die englischen Truppen Boyle erreicht hatten, positionierte er seine Männer. Musketiere, Bogenschützen und Speerwerfer warteten im Wald entlang des Weges. Der Hauptteil der irischen Infanterie, bewaffnet mit Äxten und Spießen, wurden hinter einer Biegung positioniert.

## Die Schlacht
Bei heißem August-Wetter erreichte Cliffords Streitmacht am 15. August um 4 Uhr nachmittags die Curlew Mountains, die überquert werden mussten, um nach Sligo zu gelangen. Die Armee war schlecht ausgerüstet, übermüdet und hungrig und eigentlich nicht in der Lage, weiter zu marschieren. Doch Clifford erhielt falsche Informationen, dass der Pass nicht verteidigt sei und so entschied er sich, die Gelegenheit zu nutzen, den Pass zu überqueren.
Die englischen Truppen gerieten unter Beschuss, sobald sie die erste von O’Donnells Barrikaden erreicht hatten, zwischen Boyle und Ballinafad. Doch die irischen Rebellen zogen sich schnell zurück, so dass die englischen Truppen weiter vordringen konnten. Der Weg (ca. 2,50 m breit), den sie dabei nahmen, bestand aus aneinander gereihten Steinen, mit sumpfigen Zwischenräumen. Je weiter die Engländer vorankamen, desto heftiger wurde das gegnerische Feuer aus dem angrenzenden Wald, und desto mehr englische Soldaten verloren die Nerven und flohen. Letztendlich entstand ein ca. 90-minütiges Feuergefecht, an dessen Ende die englische Vorhut kein Schießpulver mehr besaß.
Der Kommandeur der Vorhut, Alexander Radcliffe, konnte seine panischen Truppen nicht mehr länger kontrollieren, die flohen und dabei mit der Haupteinheit zusammenstießen, die wiederum auseinanderbrach und teilweise floh. Radcliffe unternahm einen letzten Angriff mit seinen verbliebenen Pikenieren, bei dem er ums Leben kam. Zu dieser englischen Unordnung griff nun auch die irische Infanterie in den Kampf Mann gegen Mann ein. Clifford, der vergeblich versuchte, seine Männer wieder unter Kontrolle zu bringen, wurde schließlich von einem Pikenier getötet. Die englischen Soldaten wurden verfolgt, und es war nur deren Reiterstaffel zu verdanken, dass die Situation nicht noch schlimmer wurde. Die Reiter unter Sir Griffin Markham ritten hügelaufwärts, „zwischen Steinen und Sumpf, wo bisher kein Pferd gesehen wurde“. Kurzzeitig waren die irischen Rebellen zurückgedrängt.
Cliffords Männer wurden bis zur Stadt Boyle verfolgt, wo sie schließlich in einer Abtei Schutz fanden. Etwa 500 englische Soldaten kamen bei der Schlacht ums Leben. Irische Verluste sind nicht überliefert, dürften aber gering gewesen sein.

## Nachspiel
Cliffords Kopf wurde abgetrennt und O’Donnell überbracht, der in der Nähe war, aber nicht in den Kampf eingegriffen hatte. Während der Kopf auch nach Collooney Castle gebracht wurde, um deren Verteidiger weiter zu demoralisieren, wurde Cliffords Körper von MacDermott zum Kloster von Lough Key gebracht, wo er schließlich auch beerdigt wurde.
Kurz darauf ergab sich O’Connor im Collooney Castle und verbündete sich mit den Rebellen. Nach diesem Sieg gab es eine erhöhte Rate von Deserteuren irischer Soldaten in den Reihen der englischen Armee.
Die Schlacht war ein klassisches Beispiel irischer Hinterhalte, ähnlich der Schlacht von Glenmalure (1580) oder der Schlacht am Yellow Ford (1598). Der irische Sieg bedeutete, dass O’Neill und O’Donnell von Connacht her erstmal keinen Angriff fürchten mussten und dass ein Angriff durch Armagh sehr unwahrscheinlich wurde. Dies führte schließlich auch zum Waffenstillstand von Devereux mit O’Neill später in diesem Jahr.
Im August 1602 war der Curlew Pass Schauplatz des letzten irischen Sieges in diesem Krieg, als eine englische Armee, auf ähnlichem Wege geschlagen und schmerzliche Verluste hinnehmen musste.
Heute steht etwa 2,3 km nordöstlich des Schlachtfelds an der Straße N4 eine impressionistische Skulptur von Maurice Harron aus dem Jahr 1999, genannt „The Gaelic Chieftain“ (Der gälische Häuptling) (54° 0′ 48,4″ N, 8° 17′ 19,9″ W).